# America's Next Top Model

America's Next Top Model, er et tv-program, hvor deltagerne kæmper om at blive Amerikas næste supermodel. Showet er lavet af tidligere supermodel og nuværende talkshowvært Tyra Banks, der også har vært, dommer og producer på showet.
Showet starter i 2016 sin 23'ende sæson i USA. Programmet bliver i Danmark vist på TV3, TV3+ og TV3 Puls.

## Showets opbygning
En sæson af America's Next Top Model har 9-16 afsnit og 10-16 deltagere. I de første afsnit udvælges deltagerne, typisk blandt ca 30 udvalgte deltageraspiranter. I et af de første afsnit skal deltagerne igennem en makeover. Derudover rejses der til en international destination, hvilket typisk sker når der er 6 deltagere tilbage.
Et afsnit starter typisk med, at deltagerne modtager undervisning inden for et specifikt område, der normalt passer med ugens tema. Deltagerne kan f.eks. blive undervist i at gå catwalk, posere til en speciel type fotos, eller at spille skuespil. Herefter stilles deltagerne over for en udfordring der er relateret til undervisningen. For hver udfordring udpeges en vinder, der modtager en præmie, som f.eks. tøj, smykker eller en fordel i næste fotooptagelse. Ofte skal vinderen vælge en eller flere af de andre deltagere til at dele sin præmie med. 
Herefter følger en fotooptagelse, hvor hver deltagers præstation har en meget stor betydning for dommernes vurdering. Hver fotooptagelse har et tema, der f.eks. kan være bikini / lingeri, posere med en mandlig model eller posere med et dyr. Som regel erstattes en fotooptagelse per sæson af en reklamefilm og/eller en musikvideo.
Til slut i hvert afsnit er der en bedømmelse, hvor der typisk elimineres én deltager. Der har dog også været tilfælde, hvor enten ingen eller to deltagere er blevet elimineret. Under bedømmelsen gives deltagerne i nogle sæsoner endnu en udfordring, der f.eks. kan bestå i at skulle sælge et produkt, gå runway eller lægge en pæn make up. Herefter vises hver deltagers foto til dommerpanelet, hvor det evalueres af dommerne. Efter alle billederne er blevet vist, forlader deltagerne rummet og dommerne afgør, hvem der skal elimineres. Ved elimineringsprocessen kaldes deltagere der går videre op én efter én og modtager her deres billede fra denne uges fotooptagelse. Den deltager der står tilbage til sidst er ude af konkurrencen.
Når der er 2-3 deltagere tilbage, deltager disse typisk i en fotooptagelse og en reklamefilm for en (eller flere) af præmiesponsorerne. I sæson 4-18 var fotooptagelsen og reklamefilmen for sponsoren CoverGirl. Herefter har der ofte være en eliminering af endnu deltager. De 2-3 sidste aspirerende modeller deltager så i et modeshow, hvor bl.a. dommerne er tilskuere. Ved den afsluttende bedømmelse ser dommerne både på det afsluttende modeshow, såvel som hvorledes deltagerne har klaret sig gennem hele showet, inden de beslutter sig for hvem der er vinderen.

## Dommere
Der har været flere forskellige dommere gennem sæsonerne. Dommerpanelet består af ca fire faste dommere. Herudover er der ofte en gæstedommer til stede, der f.eks. kan være fotografen fra fotooptagelsen.
Følgende har været dommere i én eller flere sæsoner af showet: 
- Tyra Banks (vært sæson 1-22), tidligere supermodel
- Rita Ora (vært sæson 23), musiker
- Nigel Barker (sæson 2-18), modefotograf
- Miss J. Alexander (sæson 5-13, 21-22), catwalktræner
- Twiggy (sæson 5-9), tidligere supermodel
- Kelly Cutrone (sæson 18-22), PR-ekspert
- Janice Dickinson (sæson 1-4), tidligere supermodel
- André Leon Talley (sæson 14-17), modeekspert
- Paulina Porizkova (sæson 10-12), tidligere supermodel
- Nolé Marin (sæson 3-4)
- Rob Evans (sæson 19-20)
- Beau Quillian (sæson 1)
- Kimora Lee Simmons ( sæson 1)
- Eric Nicholson (sæson 2)
- Ashley Graham (sæson 23)
- Drew Elliott (sæson 23)
- Law Roach (sæson 23)

## Sæsoner
| Sæson                      | Vinder            | Nr. 2               | Øvrige deltagere (I den rækkefølge de er blevet stemt ud) | Antal deltagere | International destination     |
| -------------------------- | ----------------- | ------------------- | --- | --------------- | ----------------------------- |
| Sæson 1                    | Adrianne Curry    | Shannon Stewart     | Tessa Carlson, Katie Cleary, Nicole Panattoni, Ebony Haith, Giselle Samson, Kesse Wallace, Robin Manning, Elyse Sewell | 10              | Paris, Frankrig               |
| Sæson 2                    | Yoanna House      | Mercedes Scelba     | Anna Bradfield, Bethany Harrison, Heather Blumberg, Jenascia Chakos, Xiomara Frans, Catie Anderson, Sara Racey-Tabrizi, Camille McDonald, April Wilkner, Shandi Sullivan                                                                                      | 12              | Milano, Italien               |
| Sæson 3                    | Eva Pigford       | Yaya DaCosta        | Magdalena Rivas, Leah Darrow, Julie Titus, Kristi Gromment, Jennipher Frost, Kelle Jacob, Cassie Grisham, Toccara Jones, Nicole Borud, Norelle Van Herk, Ann Markley, Amanda Swafford                                                                         | 14              | Tokyo, Japan                  |
| Sæson 4                    | Naima Mora        | Kahlen Rondot       | Brita Petersons, Sarah Dankelman, Brandy Rusher, Noelle Staggers, Lluvy Gomez, Tiffany Richardson & Rebecca Epley, Tatiana Dante, Michelle Deighton, Christina Murphy, Brittany Brower, Keenyah Hill                                                          | 14              | Cape Town, Sydafrika          |
| Sæson 5                    | Nicole Linkletter | Nik Pace            | Ashley Black, Ebony Taylor, Cassandra Whitehead (forlod programmet frivilligt), Sarah Rhoades, Diane Hernández, Coryn Woitel, Kyle Kavanaugh, Lisa D'Amato, Kim Stolz, Jayla Rubinelli, Bre Scullark                                                          | 13              | London, England               |
| Sæson 6                    | Danielle Evans    | Joanie Dodds        | Kathy Hoxit, Wendy Wiltz, Kari Schmidt, Gina Choe, Mollie Sue Steenis, Leslie Mancia, Brooke Staricha, Nnenna Agba, Furonda Brasfield, Sara Albert, Jade Cole                                                                                                 | 13              | Bangkok, Thailand             |
| Sæson 7                    | CariDee English   | Melrose Bickerstaff | Christian Evans, Megan Morris, Monique Calhoun, Megg Morales, AJ Stewart, Brooke Miller, Anchal Joseph, Jaeda Young, Michelle Babin, Amanda Babin, Eugena Washington                                                                                          | 13              | Barcelona, Spanien            |
| Sæson 8                    | Jaslene Gonzalez  | Natasha Galkina     | Kathleen DuJour, Samantha Francis, Cassandra Watson, Felicia Provost, Diana Zalewski, Sarah VonderHaar, Whitney Cunningham, Jael Strauss, Brittany Hatch, Dionne Walters, Renee DeWitt                                                                        | 13              | Sydney, Australien            |
| Sæson 9                    | Saleisha Stowers  | Chantal Jones       | Mila Bouzinova, Kimberly Leemans, Victoria Marshman, Janet Mills, Ebony Morgan (forlod programmet frivilligt), Sarah Hartshorne, Ambreal Williams, Lisa Jackson, Heather Kuzmich, Bianca Golden, Jenah Doucette                                               | 13              | Shanghai & Beijing, Kina      |
| Sæson 10                   | Whitney Thompson  | Anya Kop            | Kimberly Rydzewski (forlod programmet frivilligt), Atalya Slater, Allison Kuehn, Amis Jenkins, Marvita Washington, Aimee Wright, Claire Unabia, Stacy Ann Fequiere, Lauren Utter, Katarzyna Dolińska, Dominique Reighard, Fatima Siad                         | 14              | Rom, Italien                  |
| Sæson 11                   | McKey Sullivan    | Samantha Potter     | ShaRaun Brown, Nikeysha Clarke, Brittany Rubalcaba, Hannah White, Isis King, Clark Gilmer, Lauren Brie Harding, Joslyn Pennywell, Sheena Satana, Elina Ivanova, Marjorie Conrad, Analeigh Tipton                                                              | 14              | Amsterdam, Holland            |
| Sæson 12                   | Teyona Anderson   | Allison Harvard     | Isabella Falk, Jessica Santiago, Nijah Harris, Kortnie Coles, Sandra Nyanchoka, Tahlia Brookins, London Levi-Nance, Natalie Pack, Fo Porter, Celia Ammerman, Aminat Ayinde                                                                                    | 13              | São Paulo, Brasilien          |
| Sæson 13                   | Nicole Fox        | Laura Kirkpatrick   | Lisa Ramos, Rachel Echelberger, Courtney Davies, Lulu Braithwaite, Bianca Richardson, Ashley Howard, Kara Vincent, Rae Weisz, Brittany Markert, Sundai Love, Jennifer An & Erin Wagner                                                                        | 14              | Maui, Hawaii                  |
| Sæson 14                   | Krista White      | Raina Hein          | Gabrielle Kniery, Naduah Rugely, Ren Vokes, Simone Lewis, Tatianna Kern, Brenda Arens, Anslee Payne-Franklin, Alasia Ballard, Jessica Serfaty, Angelea Preston & Alexandra Underwood                                                                          | 13              | Auckland, New Zealand         |
| Sæson 15                   | Ann Ward          | Chelsey Hersley     | Anamaria Mirdita, Terra White, Sara Blackamore, Rhianna Atwood, Lexie Tomchek, Kacey Leggett, Kendal Brown, Esther Petrack, Liz Williams, Chris White, Kayla Ferrel & Jane Randall                                                                            | 14              | Venedig & Milano, Italien     |
| Sæson 16                   | Brittani Kline    | Molly O'Connell     | Angelia Alvarez, Ondrei Edwards (forlod programmet frivilligt), Nicole Lucas, Dominique Waldrup, Sara Longoria, Dalya Morrow, Monique Weingart, Mikaela Schipani, Jaclyn Poole, Kasia Pilewicz, Alexandria Everett, Hannah Jones                              | 14              | Marrakech, Marokko            |
| Sæson 17: All-Stars        | Lisa D'Amato      | Allison Harvard     | Brittany Brower, Sheena Sakai, Isis King, Camille McDonald, Bre Scullark, Kayla Ferrel & Bianca Golden, Alexandria Everett, Shannon Stewart, Dominique Reighard, Laura Kirkpatrick, Angelea Preston (diskvalificeret)                                         | 14              | Kreta & Santorini, Grækenland |
| Sæson 18: Britisk Invasion | Sophie Summer     | Laura LaFrate       | Jasmia Robinson, Mariah Watchman, Louise Watts (forlod programmet frivilligt), Candace Smith, Ashley Brown, AzMarie Livingston, Kyle Gober, Seymone Cohen-Fobish, Catherine Thomas, Eboni Davis, Alisha White (forlod programmet frivilligt), Annaliese Dayes | 14              | Macau & Hong Kong             |
| Sæson 19: College-udgave   | Laura James       | Kiara Belen         | Jessie Rabideau, Maria Tucker (forlod programmet frivilligt), Darian Ellis, Destiny Strudwick, Yvonne Powless, Allyssa Vuelma, Brittany Brown, Victoria Henley, Kristin Kagay, Nastasia Scott, Leila Goldkuhl                                                 | 13              | Jamaica                       |
| Sæson 20: Drenge og piger  | Jourdan Miller    | Marvin Cortes       | Bianca Alexa, Chris Schellenger, Chlea Ramirez, Mike Scocozza, Kanani Andaluz, Jiana Davis, Phil Sullivan, Alexandra Agro, Don Benjamin, Nina Burns, Jeremy Rohmer, Renee Bhagwandeen, Chris Hernandez, Cory Hindorff                                         | 16              | Bali, Indonesien              |
| Sæson 21: Drenge og piger  | Keith Carlos      | Will Jardell        | Ivy Timlin, Romeo Tostado (diskvalificeret), Ben Schreen, Kari Calhoun, Matthew Smith, Denzel Wells, Mirjana Puhar, Raelia Lewis, Chantelle Young, Shei Phan, Lenox Tillman, Adam Smith                                                                       | 14              | Seoul, Sydkorea               |
| Sæson 22: Drenge og piger  | Nyle DiMarco      | Mamé Adjei          | Delanie Dischert, Stefano Churchill, Ava Capra, Ashley Molina, Courtney DuPerow, Bello Sanchez, Justin Kim, Dustin McNeer, Hadassah Richardson, Devin LJ Clark, Mikey Heverly & Lacey Rogers                                                                  | 14              | Las Vegas, Nevada             |